# Dendrobium furcatopedicellatum
Dendrobium furcatopedicellatum är en orkidéart som beskrevs av Bunzo Hayata. Dendrobium furcatopedicellatum ingår i släktet Dendrobium, och familjen orkidéer. Inga underarter finns listade i Catalogue of Life.